# Barkhagen
Barkhagen ist eine Gemeinde im Osten des Landkreises Ludwigslust-Parchim in Mecklenburg-Vorpommern (Deutschland). Sie wird vom Amt Plau am See mit Sitz in der gleichnamigen Stadt verwaltet.

## Namen
Der Name Barkhagen ist eine Mischung aus dem slawischen Ortsnamen Barkow und dem Ortsnamen deutscher/slawischer Herkunft Plauerhagen.
Barkow hieß 1274 ursprünglich Bercove oder Berchove. und wurde vermutlich nach seinem slawischen Lokator Berka benannt. Die Silbe ber steht für wegnehmen oder rauben, könnte aber auch aus brk, slowenisch/serbokroatisch für Barthaar abgeleitet sein.
Der Name Plauerhagen setzt sich aus dem deutschen Wort hagen für Rodung mit Umzäunung (Lichtung) und der vermutlichen slawischen Bezeichnung plav für schwimmen, flößen, schwemmen zusammen.
Der Ortsteil Altenlinden hieß bis zum 13. Mai 1939 (Hof) Malchow.

## Geschichte
Der Ortsteil Barkow wurde am 13. April 1274 und der Ortsteil Plauerhagen am 3. August 1235 erstmals urkundlich erwähnt. Die zur Gemeinde gehörenden Ortsteile Barkow, Kolonie Lalchow und Altenlinden schlossen sich im Jahr 1950 zur damaligen Gemeinde Barkow zusammen. Die Gemeinde ist dann am 13. Juni 2004 aus der Fusion der Gemeinden Barkow und Plauerhagen entstanden.
Zu DDR-Zeiten unterhielt der VEB FZM Schlieben/Berga im Ortsteil Barkow ein Ferienlager für die Kinder seiner Betriebsangehörigen.

## Ortsteile
In der Hauptsatzung der Gemeinde sind fünf Ortsteile genannt:
- Altenlinden
- Barkow (Barkhagen)
- Kolonie Lalchow
- Plauerhagen
- Zarchlin

## Lage

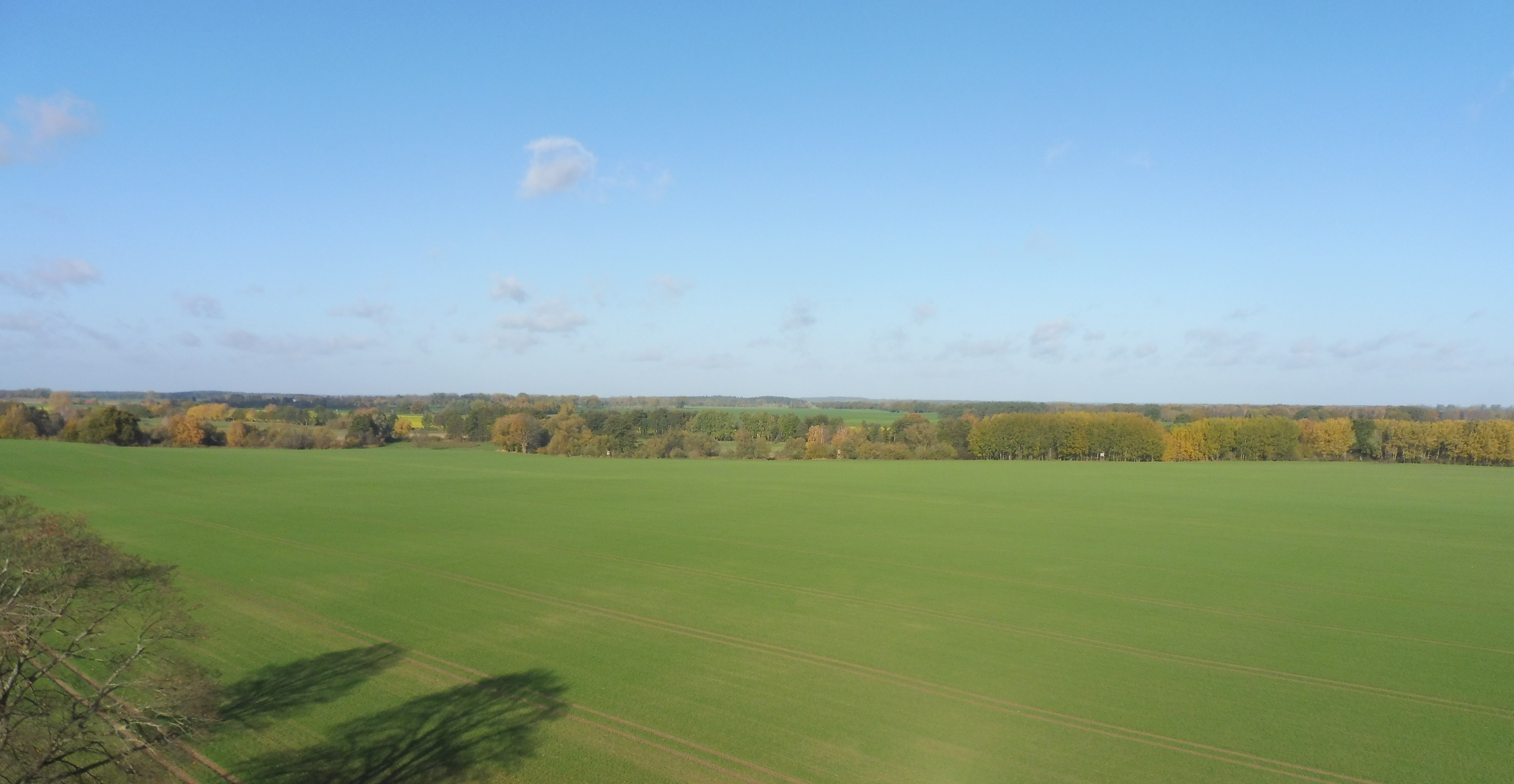
Gebiet von Barkhagen

Die Gemeinde liegt vor dem Ostende der Bundesstraße 191. Zur Anschlussstelle Malchow der Bundesautobahn 19 sind es 20 km. Barkhagen liegt 10 km östlich von Lübz und 5 km westlich von Plau am See. Durch den Ortsteil Barkow führt die Müritz-Elde-Wasserstraße. Im Gemeindegebiet entspringt die Mildenitz. Höchster Punkt ist der Schwarze Berg mit 79,5 m ü. NHN im Südwesten der Gemeinde am Kritzower See. Südlich von Plauerhagen liegt das Feuchtgebiet Rauenberger Moor und ganz im Süden das Waldgebiet Blockkoppel.

## Dienstsiegel
Die Gemeinde verfügt über kein amtlich genehmigtes Hoheitszeichen, weder Wappen noch Flagge. Als Dienstsiegel wird das kleine Landessiegel mit dem Wappenbild des Landesteils Mecklenburg geführt. Es zeigt einen hersehenden Stierkopf mit abgerissenem Halsfell und Krone und der Umschrift GEMEINDE BARKHAGEN.

## Sehenswürdigkeiten
- Elde mit einer Schleuse in Barkow
- Dorfkirche Barkow: Die gotische Feldsteinkirche mit flacher Holzbalkendecke im Langhaus stammt vermutlich aus der Mitte des 14. Jahrhunderts. Sie wurde erweitert als Fachwerkbau in Richtung Westen im 17. und 18. Jahrhundert. Der hölzerne Glockenturm vom 14. Jh. wurde ersetzt durch den Fachwerkturm von 1786 mit einem Pyramidenhelm. Die Kirche wurde 2005–2008 in vorbildlicher Weise erneuert und erweitert.[8]
- Pfarrhof Barkow, Sitz des Landesposaunenwerks Mecklenburg-Vorpommern
- Dorfkirche in Plauerhagen von 1784 aus Fachwerk mit Backstein und einem Dachreiter
- Blüchereiche mit Gedenkstein von 1913 in Plauerhagen
- über 500 Jahre alte (sterbende) Friedhofseiche in Barkow
- Siegeseiche mit Gedenkstein in Barkow für die Schlacht bei Loigny und Poupry, in der die deutschen Truppen vom Herzog von Mecklenburg befehligt wurden

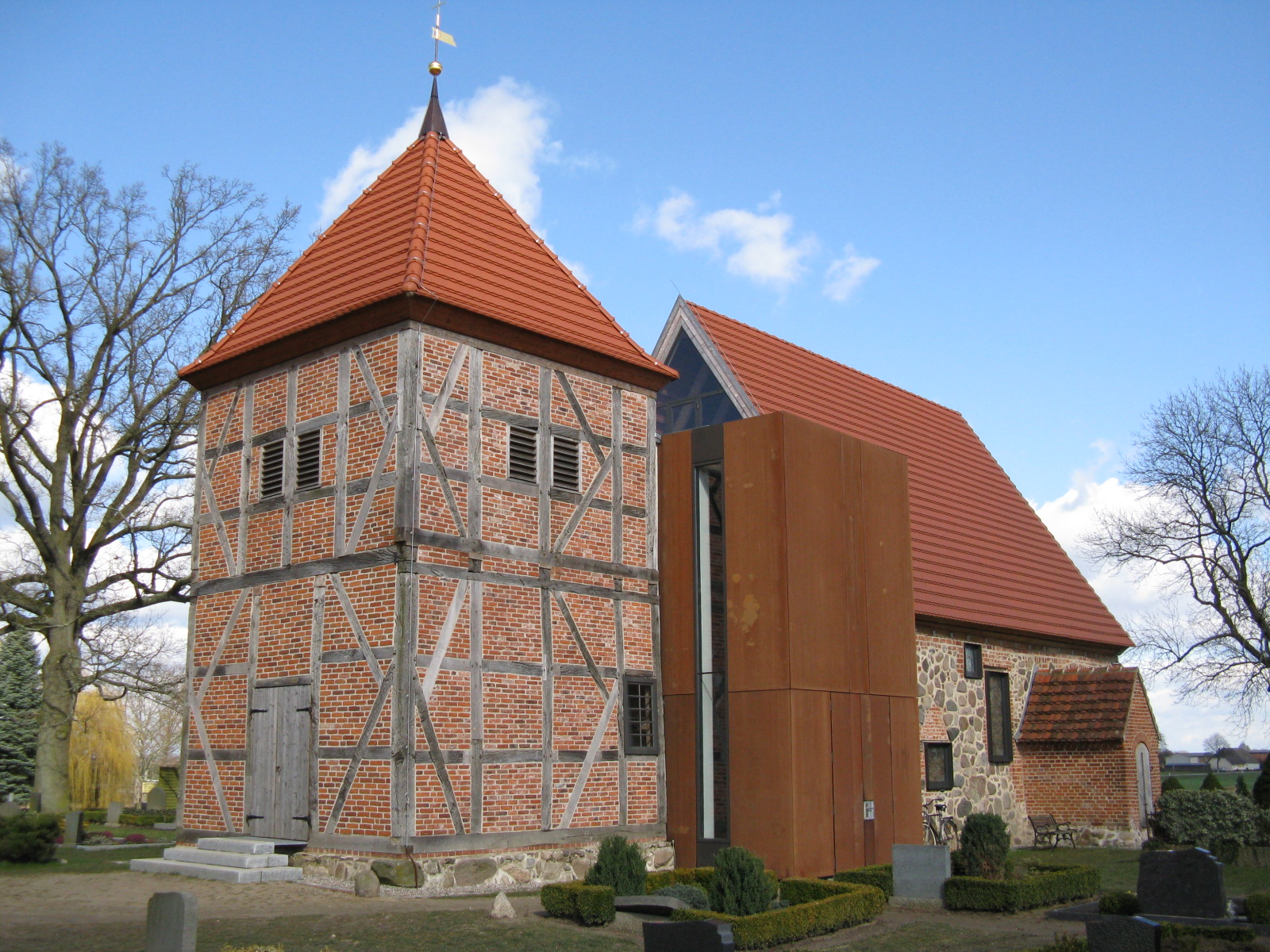
Dorfkirche Barkow
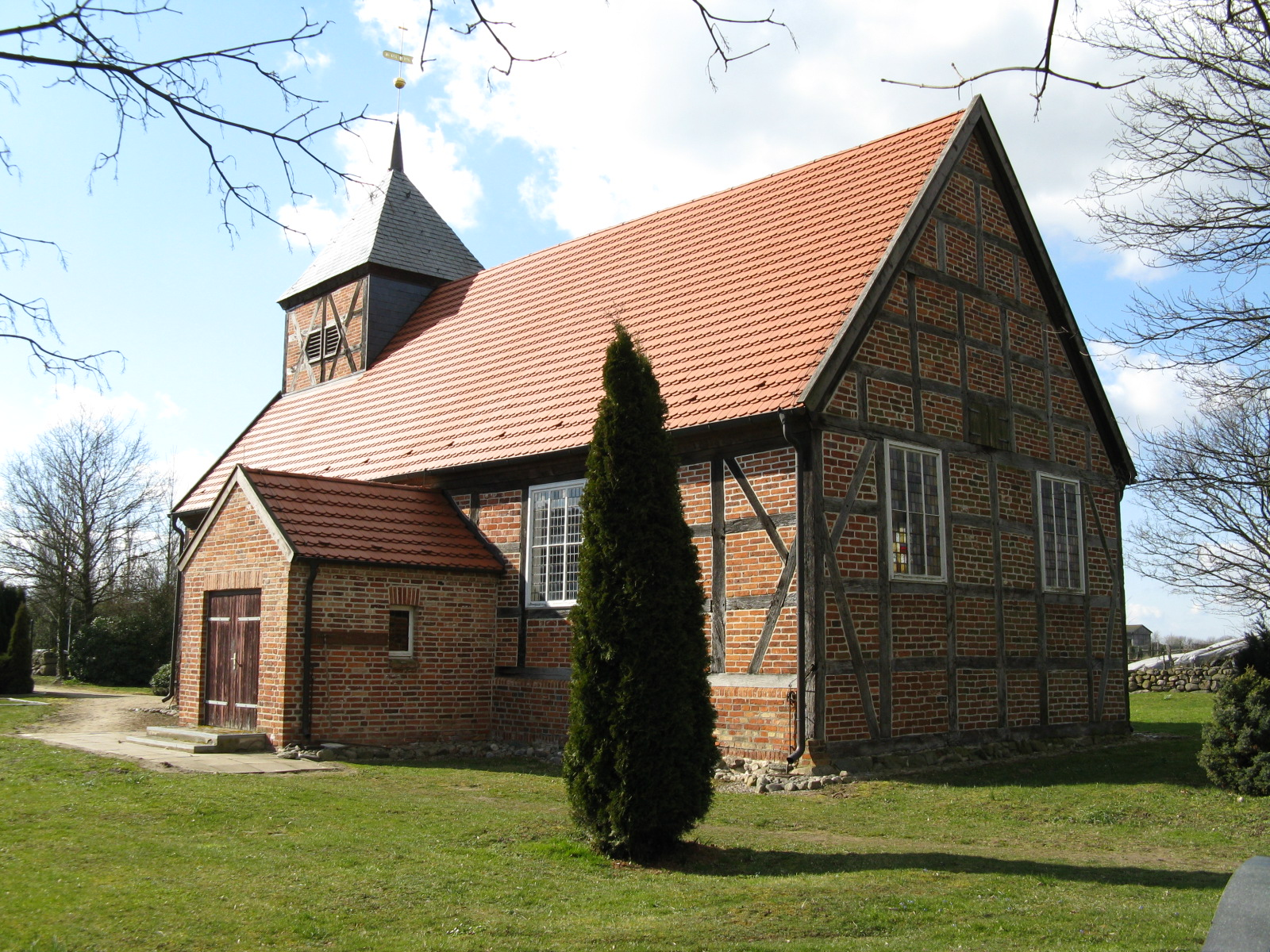
Dorfkirche Plauerhagen
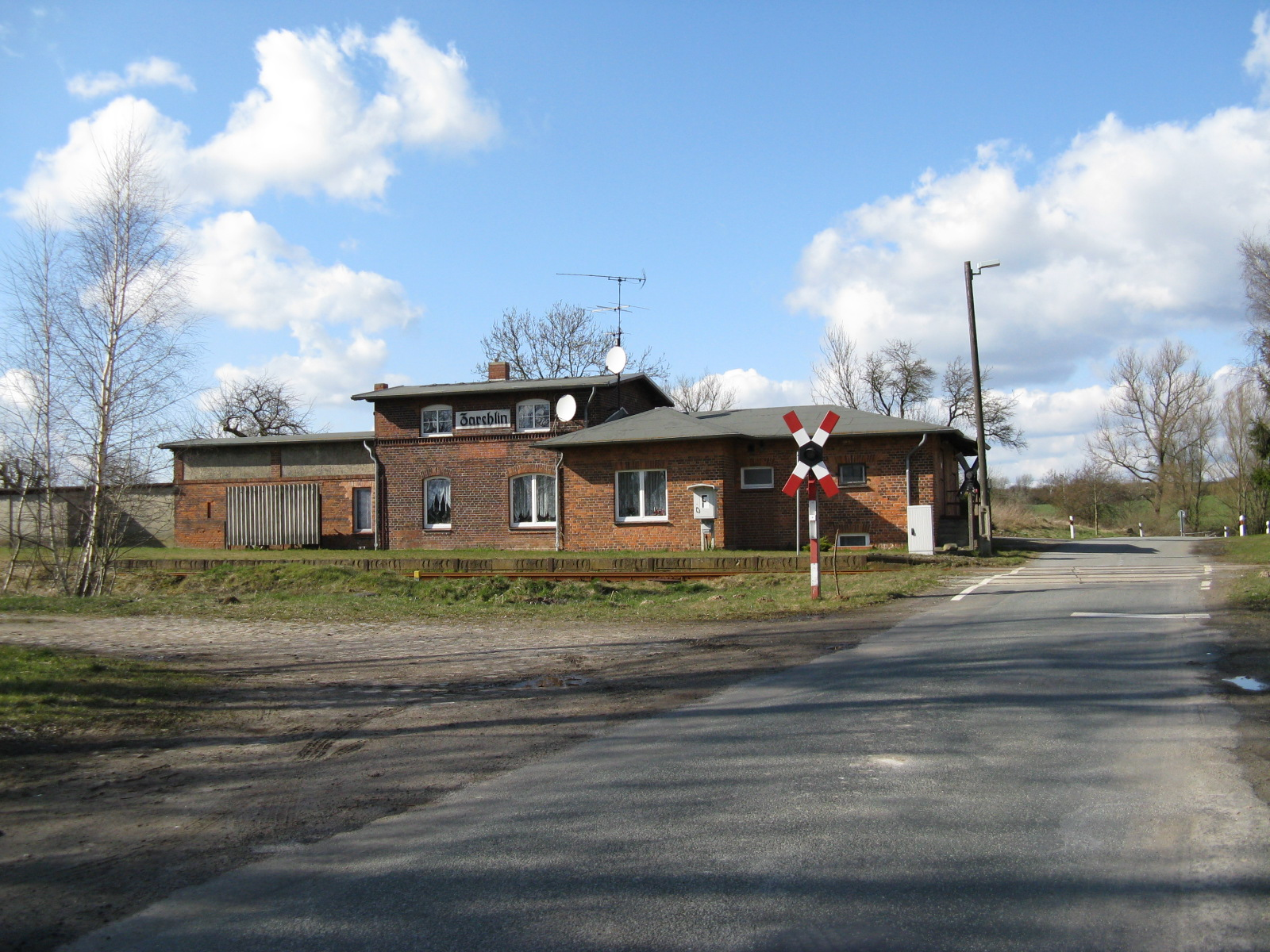
Bahnhof Zarchlin
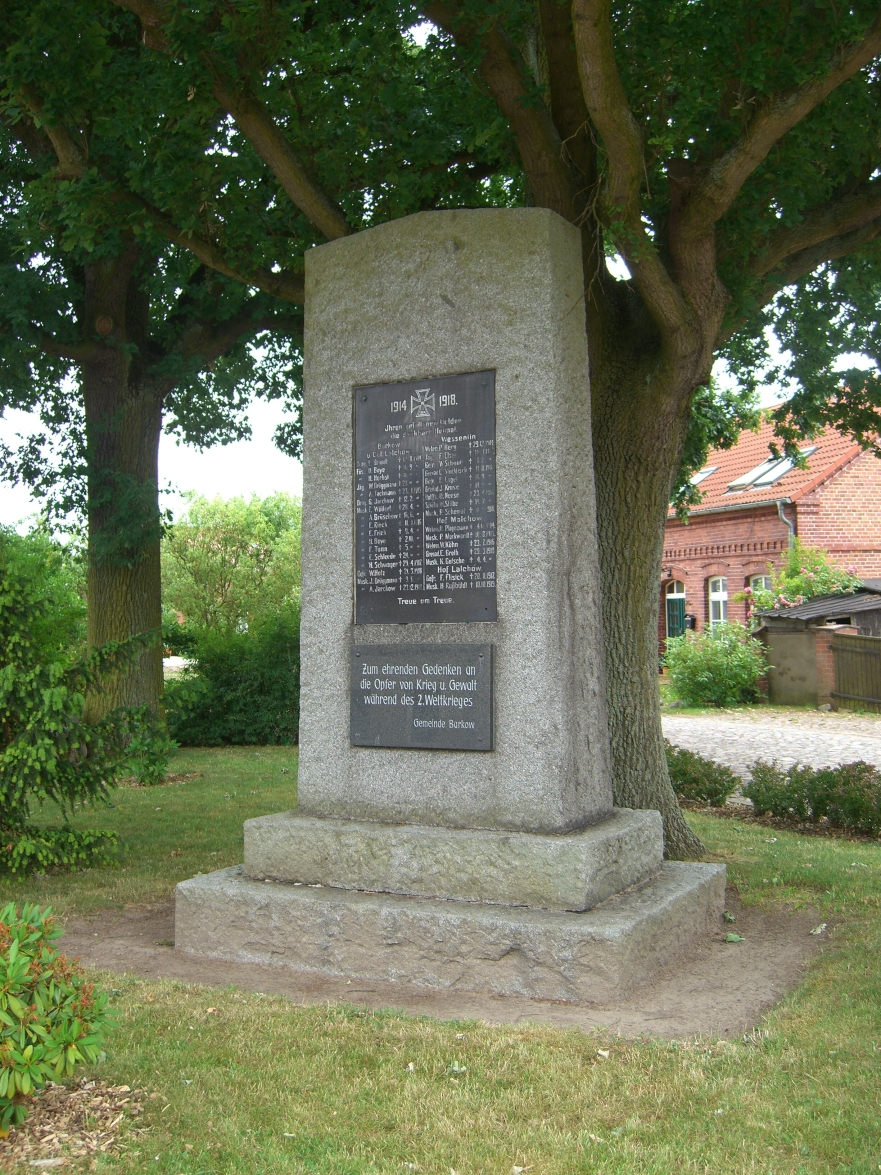
Gefallenendenkmal Barkow (1914–1918)